# راه کوروساوا
راه کوروساوا (فرانسوی: Kurosawa, la voie‎) فیلمی در ژانر مستند است که در سال ۲۰۱۱ منتشر شد.
این فیلم در دومین دورهٔ جشنوارهٔ جهانی فیلم فجر (اردیبهشت ۱۳۹۶) به نمایش درآمد.